# Okseøje
 Ikke at forveksle med Okseøje (Glebionis).
 "Krysantemum" omdirigeres hertil. For andre betydninger af Krysantemum, se Krysantemum (flertydig).
Okseøje eller krysantemum (Chrysanthemum) er en slægt med 29 arter, som er udbredt i Europa, Asien og Nordamerika, men med tyngdepunktet i Østasien. Det er stauder, der har en opret vækst, dybt indskårne blade og store blomsterhoveder med hvide, gule eller lyserøde randkroner og gule skivekroner. Her beskrives kun de arter, som er vildtvoksende i Danmark, eller som dyrkes her. Bemærk, at velkendte arter som gul okseøje og hvid okseøje ikke længere henregnes til Chrysanthemum.
| Beskrevne arter |

- Arktisk margerit (Chrysanthemum arcticum)
- Krysantemum (Chrysanthemum indicum)
- Koreansk okseøje (Chrysanthemum zawadskii)

| Andre arter |

- Chrysanthemum aphrodite
- Chrysanthemum argyrophyllum
- Chrysanthemum arisanense
- Chrysanthemum boreale
- Chrysanthemum chalchingolicum
- Chrysanthemum chanetii
- Chrysanthemum crassum
- Chrysanthemum glabriusculum
- Chrysanthemum hypargyrum
- Chrysanthemum japonense
- Chrysanthemum japonicum
- Chrysanthemum lavandulifolium
- Chrysanthemum mawii
- Chrysanthemum maximowiczii
- Chrysanthemum mongolicum
- Chrysanthemum morii
- Chrysanthemum okiense
- Chrysanthemum oreastrum
- Chrysanthemum ornatum
- Chrysanthemum pacificum
- Chrysanthemum potentilloides
- Chrysanthemum shiwogiku
- Chrysanthemum sinuatum
- Chrysanthemum vestitum
- Chrysanthemum weyrichii
- Chrysanthemum yoshinaganthum

## Arter, som ikke længere henregnes tilChrysanthemum
Følgende artsnavne er enten helt slettet eller overført til andre slægter:
- Chrysanthemum achilleifolium  → Tanacetum achilleifolium
- Chrysanthemum alpinum → Leucanthemopsis alpina
- Chrysanthemum anethifolium → Argyranthemum tenerifae
- Chrysanthemum anserinifolium → Tanacetum poteriifolium
- Chrysanthemum atkinsonii → Tanacetum atkinsonii
- Balsam (Chrysanthemum balsamita → Tanacetum balsamita)
- Chrysanthemum balsamita → Tanacetum balsamita subsp. balsamita
- Chrysanthemum bipinnatum → Tanacetum bipinnatum
- Flerfarvet Okseøje (Chrysanthemum carinatum → Glebionis carinata)
- Kaukasisk Kamille (Chrysanthemum caucasicum → Tripleurospermum caucasicum)
- Chrysanthemum cinerariifolium → Tanacetum cinerariifolium
- Rosenkrave (Chrysanthemum coccineum → Tanacetum coccineum)
- Kron-Okseøje (Chrysanthemum coronarium → Glebionis coronaria)
- Skærm-Okseøje (Chrysanthemum corymbosum  → Tanacetum corymbosum)
- Chrysanthemum demnatense → Rhodanthemum gayanum
- Chrysanthemum frutescens → Argyranthemum frutescens
- Chrysanthemum gayanum v Rhodanthemum gayanum
- Chrysanthemum graminifolium → Leucanthemum graminifolium
- Chrysanthemum grande → Plagius grandis
- Chrysanthemum hispanicum → Leucanthemopsis pulverulenta
- Chrysanthemum incanum → Pentzia incana
- Chrysanthemum integrifolium → Hulteniella integrifolia
- Chrysanthemum lacustre → Leucanthemum lacustre
- Hvid Okseøje (Chrysanthemum leucanthemum → Leucanthemum vulgare)
- Storbladet Okseøje (Chrysanthemum macrophyllum → Tanacetum macrophyllum)
- Chrysanthemum majus → Tanacetum balsamita subsp. balsamita
- Chrysanthemum makinoi → Chrysanthemum japonicum
- Chrysanthemum marschallii → Tanacetum coccineum
- Kæmpe-Margerit (Chrysanthemum maximum Ramond → Leucanthemum maximum)
- Chrysanthemum maximum hort. → Leucanthemum × superbum
- Chrysanthemum monspeliense → Leucanthemum monspeliense
- Dværg-Okseøje (Chrysanthemum multicaule → Coleostephus multicaulis)
- Chrysanthemum myconis → Coleostephus myconis
- Chrysanthemum nipponicum → Nipponanthemum nipponicum
- Chrysanthemum nivellei → Nivellea nivellei
- Chrysanthemum nivellei → Heteranthemis viscidehirta
- Chrysanthemum pacificum Nakai → Ajania pacifica
- Chrysanthemum pallens → Leucanthemum pallens
- Sommer-Margerit (Chrysanthemum paludosum → Leucanthemum paludosum)
- Matrem (Chrysanthemum parthenium → Tanacetum parthenium)
- Chrysanthemum praealtum → Tanacetum parthenium
- Chrysanthemum ptarmiciflorum → Tanacetum ptarmiciflorum
- Chrysanthemum pulverulentum → Leucanthemopsis pulverulenta
- Chrysanthemum roseum → Tanacetum coccineum
- Chrysanthemum roxburghii → Glebionis coronaria
- Gul Okseøje (Chrysanthemum segetum → Glebionis segetum)
- Chrysanthemum serotinum → Leucanthemella serotina
- Chrysanthemum spatiosum → Glebionis coronaria)
- Have-Margerit (Chrysanthemum × superbum → Leucanthemum × superbum)
- Chrysanthemum sylvaticum → Leucanthemum sylvaticum
- Chrysanthemum tchihatchewii → Tripleurospermum caucasicum
- Chrysanthemum tianschanicum → Xylanthemum tianschanicum
- Chrysanthemum uliginosum → Leucanthemella serotina
- Chrysanthemum viscidehirtum → Heteranthemis viscidehirta
- Chrysanthemum viscosum → Heteranthemis viscidehirta
- Rejnfan (Chrysanthemum vulgare → Tanacetum vulgare)